# Staryj Saltiw
Staryj Saltiw (ukrainisch Старий Салтів; russisch Ста́рый Са́лтов Stary Saltow) ist eine Siedlung städtischen Typs im Norden der ukrainischen Oblast Charkiw mit etwa 3500 Einwohnern (2015).

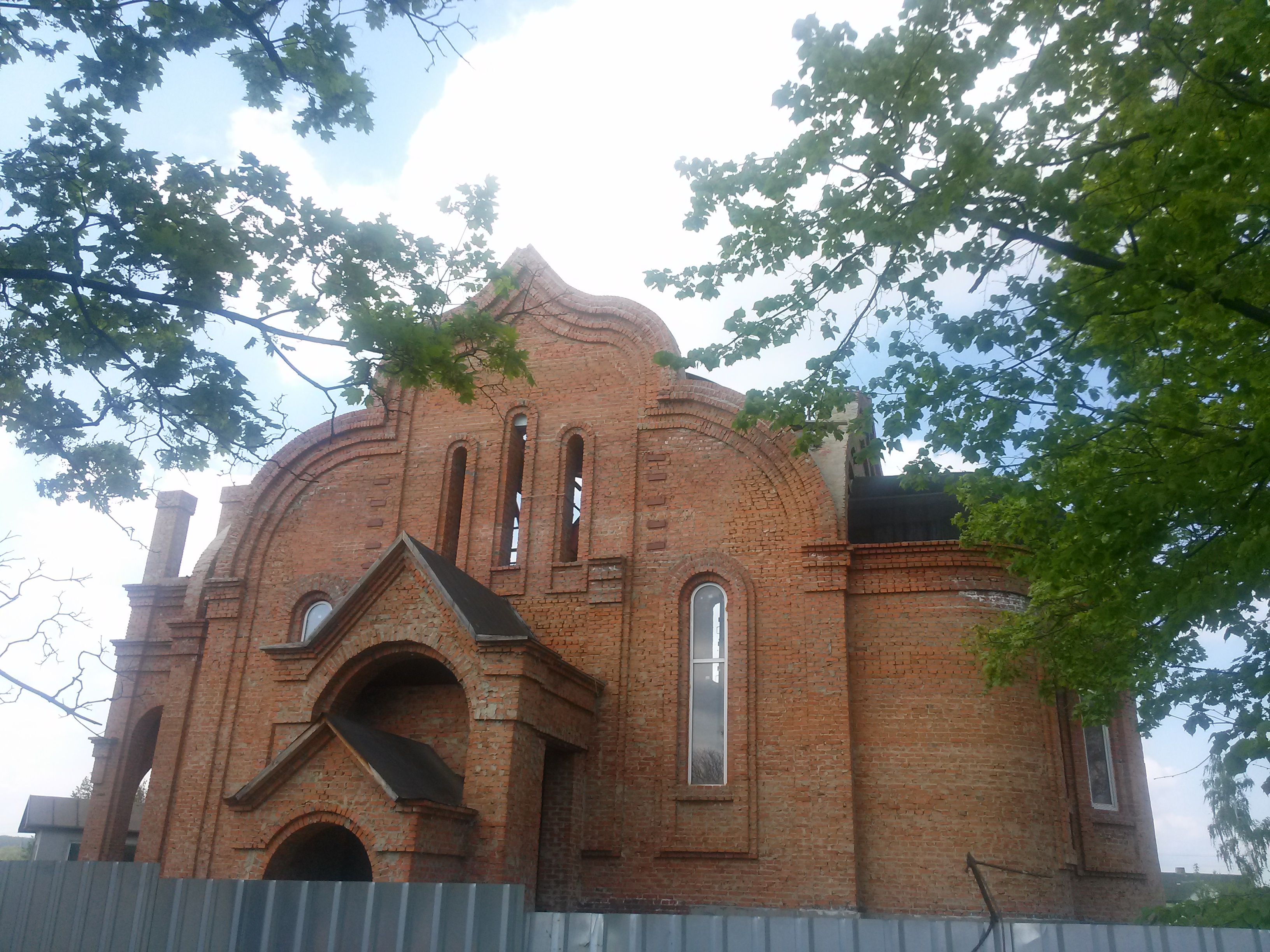
Kirche im Ort

Die 1705 gegründete Ortschaft erhielt 2000 den Status einer Siedlung städtischen Typs und liegt am rechten Ufer des zum Petschenihy-Stausee angestauten Siwerskyj Donez und an der Territorialstraße T–21–04 30 km südwestlich vom ehemaligen Rajonzentrum Wowtschansk und 47 km östlich vom Oblastzentrum Charkiw.

## Verwaltungsgliederung
Am 23. Juli 2015 wurde die Siedlung zum Zentrum der neugegründeten Siedlungsgemeinde Staryj Saltiw (Старосалтівська селищна громада/Starosaltiwska selyschtschna hromada). Zu dieser zählen auch die 19 in der untenstehenden Tabelle aufgelisteten Dörfer, bis dahin bildete sie zusammen mit den Dörfern Beresnyky, Metaliwka und Saritschne die gleichnamige Siedlungsratsgemeinde Staryj Saltiw (Старосалтівська селищна рада/Starosaltiwska selyschtschna rada) im Südwesten des Rajons Wowtschansk.
Am 17. Juli 2020 wurde der Ort ein Teil des Rajons Tschuhujiw.
Folgende Orte sind neben dem Hauptort Staryj Saltiw Teil der Gemeinde:
| Name                     | Name       | Name                    |
| ukrainisch transkribiert | ukrainisch | russisch                |
| ------------------------ | ---------- | ----------------------- |
| Beresnyky                | Березники  | Березники (Beresniki)   |
| Metaliwka                | Металівка  | Металловка (Metallowka) |
| Saritschne               | Зарічне    | Заречное (Saretschnoje) |

## Söhne und Töchter der Ortschaft
- Kondrati Afanassjewitsch Bulawin (um 1660–1708), russischer Kosakenführer und Führer eines nach ihm benannten Kosaken- und Bauernaufstandes (1707–1708) im Dongebiet[4]
- Ruslan Perechoda (* 1987), ukrainische Skilangläufer